# Avançon (Ardennes)
Avançon ist eine französische Gemeinde mit 346 Einwohnern (Stand: 1. Januar 2022) im Département Ardennes in der Region Grand Est (bis 2015 Champagne-Ardenne). Sie gehört zum Arrondissement Rethel, zum Kanton Château-Porcien sowie zum Gemeindeverband Pays Rethélois.
Umgeben wird Avançon von den Nachbargemeinden Château-Porcien im Norden und Nordwesten, Taizy im Norden, Nanteuil-sur-Aisne im Nordosten, Acy-Romance im Osten, Tagnon im Südosten, Saint-Loup-en-Champagne im Südwesten sowie Blanzy-la-Salonnaise im Westen.

## Bevölkerungsentwicklung
| Jahr                      | 1962 | 1968 | 1975 | 1982 | 1990 | 1999 | 2006 | 2011 | 2016 |
| Einwohner                 | 291  | 262  | 258  | 270  | 322  | 300  | 316  | 318  | 303  |
| Quelle: Cassini und INSEE |      |      |      |      |      |      |      |      |      |

## Sehenswürdigkeiten
- Kirche Saint-Remi, 13. Jahrhundert, Monument historique seit 1926[1]

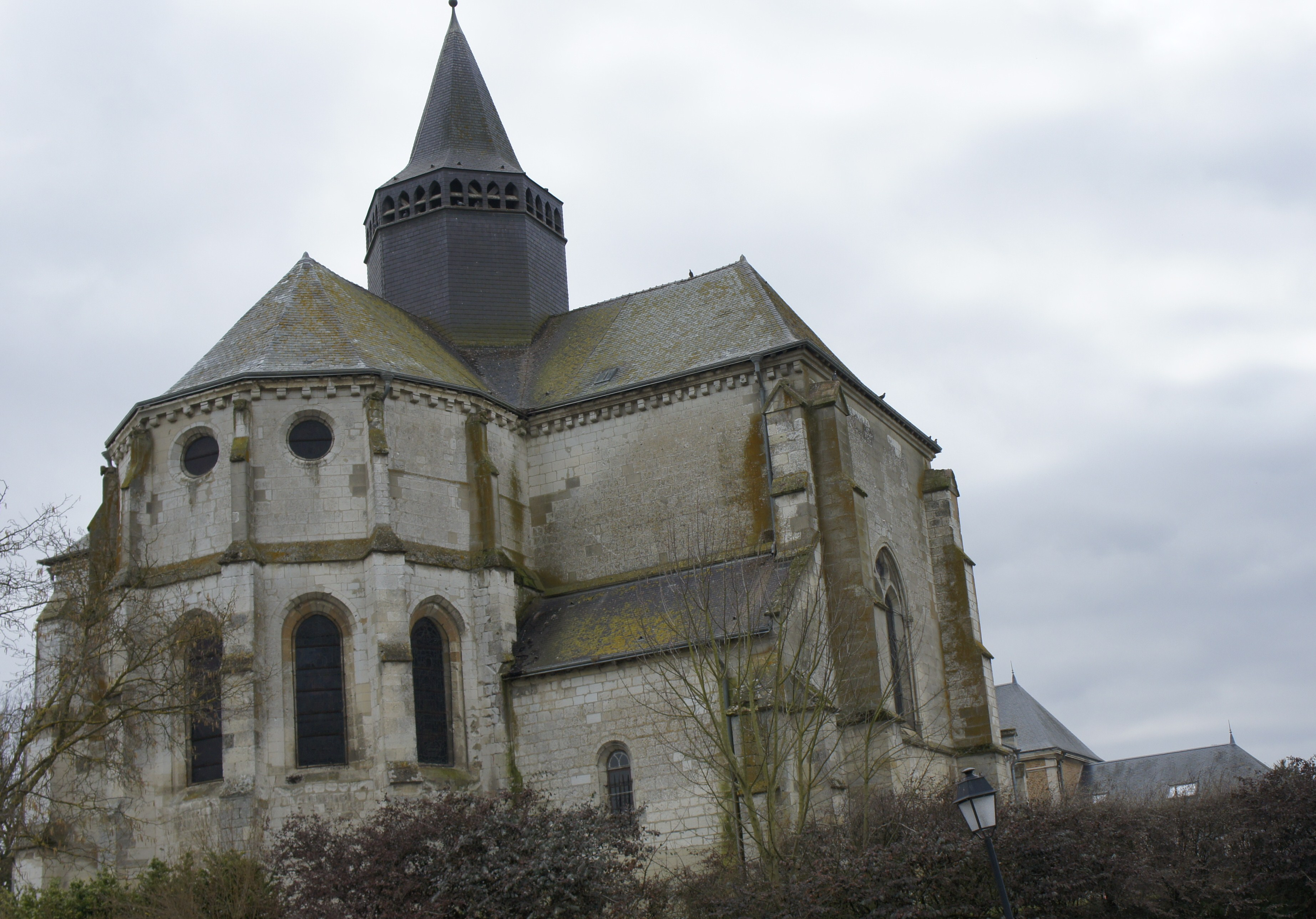
Kirche Saint-Remi